# Xã Compton, Quận Otter Tail, Minnesota
Xã Compton (tiếng Anh: Compton Township) là một xã thuộc quận Otter Tail, tiểu bang Minnesota, Hoa Kỳ. Năm 2010, dân số của xã này là 801 người.